# Jean-Baptiste Colbert de Seignelay

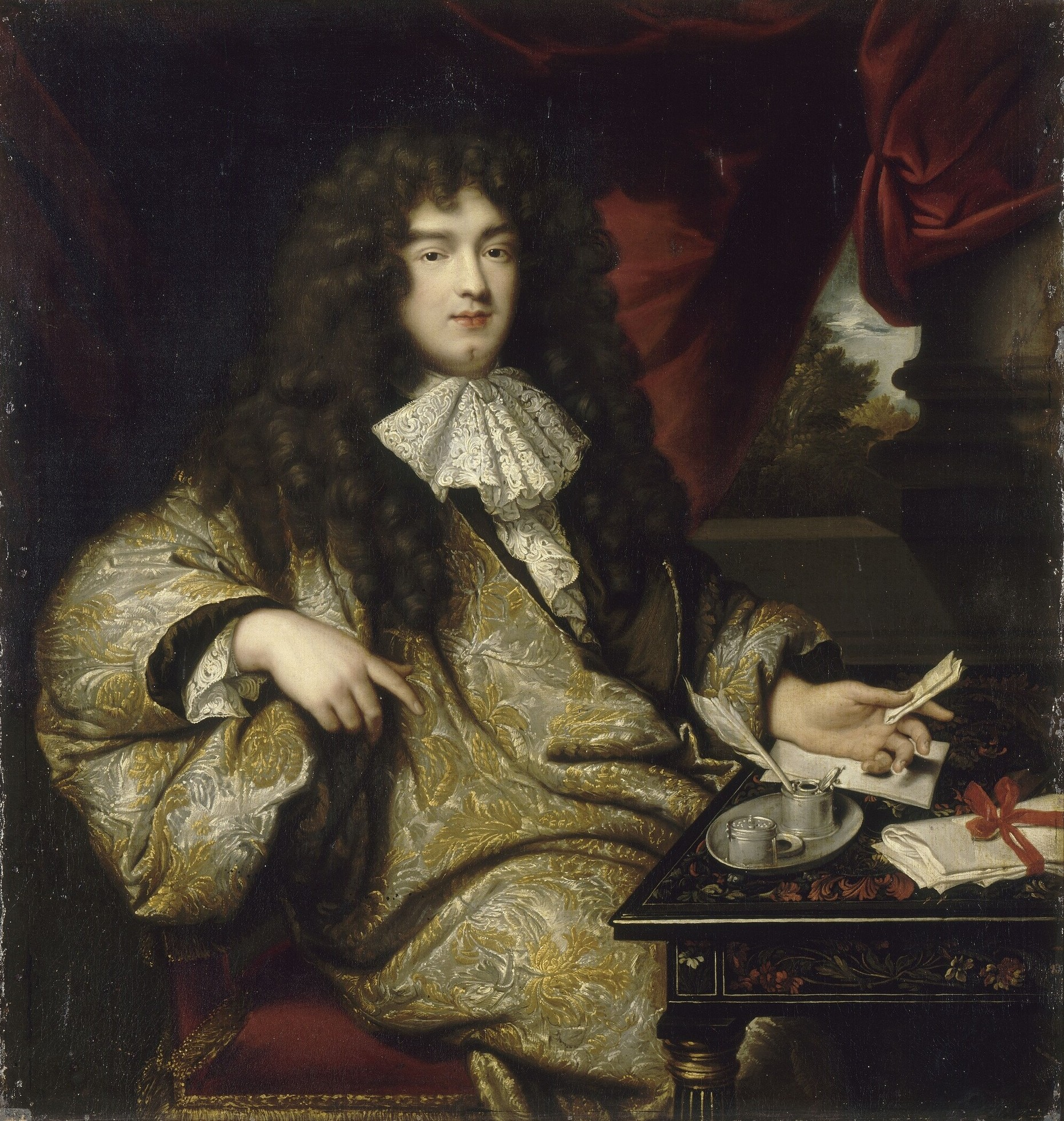
Jean-Baptiste Colbert de Seignelay

Jean-Baptiste Colbert de Seignelay (1651-1690), marquis de Seignelay, was een Frans politicus. Hij was de marineminister onder Lodewijk XIV van Frankrijk. Hij is de zoon van Jean-Baptiste Colbert.
- Bibliothèque nationale de France: cb148129755 (data)
- Gemeinsame Normdatei: 120755459
- International Standard Name Identifier: 0000 0000 8396 4147
- Library of Congress Control Number: n87921625
- Nationale Bibliotheek van Tsjechië: ntk20201096621
- Nationale Bibliotheek van Israël: 987010649174905171
- Nederlandse Thesaurus van Auteursnamen: 172408105
- SNAC: w6tq72x3
- Système universitaire de documentation: 035340630
- Virtual International Authority File: 77848838
- WorldCat: E39PBJv4gpGCpb3gy3qpBvYXVC